# 広島市立長束中学校
広島市立長束中学校（ひろしましりつ ながつかちゅうがっこう）は、広島県広島市安佐南区長束西一丁目にある公立中学校。生徒数は378名（2013年4月1日現在）。

## 概要
安佐南区の南東部、長束・長束西地区を学区とする中学校であり、学区には広島市立長束小学校、広島市立長束西小学校が含まれる。隣接する長束西小学校とは開校が同時であり、校門も向かい合う形で存在する。宗箇山の麓の高台に位置し、校舎からは広島市街地が見渡せる。周辺には竹林があることから校歌には竹がうたわれ、校章も竹をモチーフとしたデザインになっている。また学校のふもとには太田川が流れている。生徒会の活動が活発であることが特色のひとつであり、校歌の他に生徒自身が作成した生徒会歌が存在し、校歌と同様に行事等で歌われている。

## 沿革
- 1984年（昭和59年）4月1日 - 広島市立祇園中学校より分離開校
- 1985年（昭和60年）2月23日 - 部室完成（17部室）。
- 1987年（昭和62年）4月1日 - 障害児学級設置。
- 1992年（平成4年） - 体育倉庫、コンピュータ教室完成、生徒館中庭グランド整備。
- 2001年（平成13年）3月24日 - 芸予地震により、渡り廊下などに被害。

## 施設
- 校舎
  - 本館 - コンピュータ室、多目的室、被服室、調理室、理科室、職員室、図書室、音楽室
  - 生徒館 - 教室、給食配膳室
- 体育館
- プール
- 運動場
- テニスコート
- 木工室
- 部室
- 売店

## 校区
- 広島市立長束小学校の校区
  - 長束六丁目（山本学区分を除く）、長束二丁目、長束三丁目（祇園学区分を除く）、長束四丁目、長束五丁目
- 広島市立長束西小学校の校区
  - 長束西一丁目、 長束西二丁目（山本学区分を除く）、長束西三丁目～長束西五丁目、長束町

## クラブ活動
| 体育系 - サッカー部 過去には、中国大会出場記録もあるがここ近年では区大会で負けている。 - ソフトテニス部 近年、力をつけており、県選手権に出場している。 - バスケットボール部 - バドミントン部 ここ近年、県大会にも出場し市大会では上位に切り込んでいる - バレーボール部 近年では、チームとしてのレベルが上がっており昨年では市大会ベスト ８の結果を残している - 野球部 レベルとしては、安佐南区内でも高く過去には県総体でも高い結果を残している - 陸上部 | 文化系 - 吹奏楽部 顧問の先生のレベルが高くコンクールでは毎年金賞に入賞するが、中々中国大会には出場ができていない。最近ではマーチングコンテストの方にも力をいれてきている。 - 美術部 顧問の先生が2年前に変わり、大会記録はあまり残らなくなった |

## アクセス
- バス：広島交通の祇園が丘・文化短大行き「平原会館前」停留所から徒歩5分
- 鉄道：JR西日本可部線安芸長束駅から徒歩10分

## 周辺
- 広島市立長束西小学校
- 広島文化学園大学・広島文化学園短期大学長束キャンパス
- 広島市立長束小学校